# Reino de Imericia
El reino de Imericia o de Imereti (en georgiano: იმერეთის სამეფო) fue una monarquía cristiana que se estableció definitivamente como estado independiente a principios de la Edad Moderna cuando el reino de Georgia se disgregó en tres reinos rivales y que se corresponde en gran medida con la actual región georgiana de Imericia.
Antes de eso Imericia había sido una provincia occidental de Georgia y centro del reino antes de la reconquista de Tiflis en 1122 por David IV de Georgia. Luego sirvió como refugio a la familia real que se instaló en Kutaisi durante las invasiones de los mongoles. Constituyó, a partir de 1258, con el gobierno de David VI Narin, un reino independiente dentro del reino de Georgia que se transformó en ducado y fue reincorporado a Georgia de 1330 a 1387.
Después de la división definitiva del reino de Georgia en 1490, una rama de la dinastía Bagrationi se declaró independiente constituyendo el reino de Imericia. Varios principados se separaron luego de Imericia: Mingrelia y Guria hacia 1491; Abjasia hacia 1665; y finalmente la Svanetia hacia 1750. Desde 1455 en adelante, sin embargo, el reino se convirtió en un campo de batalla constante entre las fuerzas georgianas, persas y turcas hasta que fue anexionado finalmente por Rusia en 1810. 
En la nomenclatura persa-azerí el nombre de la región es baş açıq, que literalmente significa 'sin pañuelo en la cabeza'.

## Historia

### Formación del reino

Mapa del Caucaso ca. 1245, a la muerte de la reina Rusudan de Georgia.

Cuando la reina de Georgia Rusudan (r. 1223-1245) murió en 1245, todo su reino estaba bajo el dominio mongol y su hijo David había sido enviado a la corte del Gran Kan Ogodei (r. 1229-1241) y permanecía retenido hasta conseguir su aprobación para ser investido como rey. Los mongoles gobernaban la Georgia Oriental mientras la parte occidental aún permanecía en manos de nobles locales. En 1246 la nobleza, sin noticias de David, decidió elegir un nuevo rey, y ofreció la corona a otro David, un hijo ilegítimo de Giorgi IV Lasha que fue también enviado a la corte del Gran Kan. Pero allí se encontró con el hijo de Rusudan, que esperaba ser reconocido rey, ya que el kan mongol había muerto y no se había celebrado aún el kurultai (gran asamblea) que tenía que elegir a su sucesor. Precisamente en 1246 se realizó la asamblea y se eligió a Guyuk Kan, nieto de Gengis Kan, que reconoció a ambos David como reyes pero con preeminencia de David, el hijo de Giorgi IV (se les llamó David Ulu (mayor) y David Narin (menor) o David VI y David VII. A su regreso a Georgia, David Narin (VII) no estaba de acuerdo con compartir el trono, ya que las normas sucesorias georgianas no reconocían el derecho al trono de un hijo ilegítimo y comenzó a preparar una revuelta, pero los mongoles, enterados, lo fueron a detener y apenas pudo huir hacia Imericia en 1249. Como según los pactos suscritos los mongoles no podían entrar en la parte occidental, David Narin, que fue reconocido por la nobleza local, gobernó en el occidente como rey mientras David Ulu (VI) permanecía como rey en la parte oriental.
En 1260 se hizo la partición formal del reino con el reparto del tesoro. En 1262 fue David Ulu quien se refugió en Imericia después de haberse rebelado dos años antes frente a los mongoles, siendo recibido por David Narin con honores, aunque al poco volvieron a empezar las disputas sobre cuál era rey principal. David Ulu pudo volver al este al poco, perdonado por el kan, y así David VII quedó como soberano único en Imericia. Murió en 1293 pero su dinastía continuó.

### De nuevo parte del reino de Georgia
En los dos siglos siguientes el reino de Imericia paso a depender nuevamente del reino de Georgia en varias ocasiones —en 1330-1387, en 1412-1446, en 1453-1455 y en 1465-1478— con períodos de reencuentro y de avivamiento de hostilidades.
El 1330 el rey de Kartli (a veces reino de Cartalia) impuso su soberanía al reino de Imericia, gobernado entonces por Bagrat I (r.1329-1330). Durante cincuenta y siete años el trono estuvo vacante hasta que en 1387 Imericia se independizó nuevamente con Alejandro I que reinaría brevemente (r. 1387-1389).
Entre 1386 y 1403 Georgia fue sometida a varias desastrosas invasiones de los ejércitos del conquistador turco-mongol Tamerlan, cuyo vasto imperio se extendía, en la época de más esplendor, desde Asia Central hasta entrar en Anatolia. Estos conflictos estaban íntimamente ligados con las guerras entre Tamerlán y Toqtamish, el último kan de la Horda de Oro, su principal rival por el control sobre el mundo islámico. Tamerlán proclamó oficialmente que sus invasiones eran yihad contra los no musulmanes de la región. A pesar de que fue capaz de invadir partes de Georgia, nunca fue capaz de hacer que el país fuese musulmán e incluso reconoció Georgia como estado cristiano.
En la primera de las ocho invasiones, Tamerlán saqueó la capital de Georgia, Tiflis, y capturó al rey Bagrat V en 1386. La resistencia georgiana provocó un nuevo ataque de los ejércitos turco-mongoles. El hijo y sucesor de Bagrat, Jorge VII, opuso una dura resistencia y tuvo que pasar gran parte de su reinado (r. 1395-1405) luchando contra las invasiones timúridas. Tamerlán dirigió personalmente la mayoría de estos ataques para someter al recalcitrante monarca georgiano. A pesar de que no fue capaz de establecer un firme control sobre Georgia, el país sufrió un golpe del que nunca se recuperó. En el momento en que Jorge VII se vio obligado a aceptar los términos de la paz de Tamerlán y acordó pagarle tributo, gobernaba poco más que pueblos eviscerados, un paisaje devastado y una monarquía destrozada.
Este periodo de crisis lo aprovechó Alejandro I de Imerecia (muerto en 1389), entonces eristavi (duque o gobernador) de Imericia bajo la autoridad de los reyes de Georgia, para separarse del reino durante las invasiones de 1387. Murió combatiendo a los rebeldes feudales que querían seguir dependiendo de Georgia y fue sucedido por Jorge I (r. 1389-1392), que también fue asesinado en 1392. Su sobrino Demetrio fue llevado por otro su tío Constantino, a buscar refugio en las montañas del Cáucaso. Fueron capaces de volver a Imerecia en 1396, cuando fue proclamado rey Constantino II (r. 1396-1401). Murió sin hijos en 1401, dejando el trono a un Demetrio joven y débil. Mientras, el rey Jorge VII de Georgia, una vez liberado de la prolongada guerra con Tamerlán, invadió nuevamente Imerecia. El dadiani de Mingrelia y los nobles imerecios rebeldes capturaron a Demetrio y le entregaron a Jorge, que lo trató con consideración y lo envió a un refugio seguro en Somkhiti, en Kartli. Alejandro I de Georgia, que se casó con Tamar, la hermana de Demetrio hacia 1415, lo restauró en Imerecia como su vasallo con el título de  eristhavi. Permaneció leal a la corona de Georgia y murió en 1455.

Mapa del Caucaso antes de la disolución del reino de Armenia (1450).

Mapa del Caucaso después de la disolución del reino de Armenia (1490).

Hacia 1445, ya muerto el rey de Kartli Alejandro el Grande, un hijo suyo, Demetrio, se casó con la hija del eristhavi y se proclamó rey de Imericia pero reconociendo la preeminencia del reino de Kartli. Más adelante, el hijo de Demetrio, Bagrat, se sublevó en 1462 y después de algunas alternativas tomó el poder en 1465 y se hizo reconocer en Kartli. Murió en 1478 y el hijo del rey al que había expulsado de Kartli y que había conservado la Kajetia, se presentó en Imericia y tomó el control expulsando al hijo de Bagrat. Este hijo, Alejandro, se sublevó y expulsó al rey de Kajetia en 1483 pero a su vez fue derribado por Constantino II de Kartli, que hacía los últimos esfuerzos para mantener la unidad de Georgia. En 1489 Imericia cayó de nuevo en manos de Alejandro, y en 1491 Kartli renunciaba a mantener la unidad y reconocía a Imericia como reino separado, como antes había tenido que hacer con Kajetia.
El reino de Georgia, una vez una poderosa monarquía, quedó finalmente fragmentado en tres reinos independientes —el reino de Kartli (parte central y al este de Georgia), el reino de Kajetia (Georgia oriental), y el reino de Imerecia (Georgia occidental), cada uno gobernado por ramas rivales de la dinastía Bagrationi— y en cinco principados semiindependientes dominados por sus propios clanes feudales —Odishi (Mingrelia), Guria, Abjasia, Svanetia y Samtsje—.

### Estado vasallo del imperio otomano
Hacia 1530 llegó la primera expedición otomana desde el Samtsjé. En 1535 el rey Bagrat había conquistado Samtskhé pero los señores locales llamaron en su auxilio a los turcos y en poco tiempo casi todo el Samtsjé fue ocupado por los otomanos. Poco tiempo después los otomanos conquistaron el resto del Samtsjé, Adjara y la Svanetia, y avanzaron por el norte hacia Abjasia. El reconocimiento de la soberanía otomana estabilizó la situación exterior durante dos siglos aunque la situación interior fue turbulenta. Los turcos intervinieron frecuentemente en los cambios en el trono de Imericia pero respetaron la autonomía del país.
Durante años los Gurieli, los Dadiani y los Abashidze se disputaron el poder. A veces eran instalados miembros de la dinastía legítima de los Bagrationi según la voluntad de los mthavaris. Tres reyes fueron asesinados y muchos otros depuestos.

Mapa del Caucaso hacia 1762 (rotulado en alemán)

Con Alejandro V en 1723 se estableció la dominación otomana en Imericia y desde entonces los otomanos ocuparon las fortalezas de la costa del mar Negro —Batum, Tsijisdziri, Kobuleti, Poti y Sujumi— y establecieron guarniciones en los castillos de Txorapani, Tsutsjavethia y Bagdathia, así como en uno de los castillos de Kutaisi. En 1738 el rey envió una embajada a Rusia. El rey murió en 1752 y le sucedió su hijo Salomón I, de 17 años, que prohibió el tráfico de esclavos en el país, lo que no gustó en Turquía, que invadió Imericia varias veces y favoreció la revuelta de Teimuraz en 1766. Los turcos reconocieron entonces el estado pero a cambio de reconocer el protectorado otomano (tratado de 1767). Pero Salomón recuperó el poder en 1768 y envió una embajada a Rusia. En 1770, después de la derrota turca de Aspindza ante Irakli II de Kartli, Salomón aprovechó para hacer salir a las guarniciones turcas de Tsutsjavethia y Txorapani y sitió el castillo de Kutaisi. Entonces llegaron las fuerzas rusas desde Kartli y con su apoyo sitió y conquistó la fortaleza de Bagdathia. Finalmente también ocupó el castillo de Kutaisi. Tottleben sitió Poti pero no tuvo éxito en su conquista. En Imericia el general Tottleben hizo lo mismo que en Kartli e intentó que los señores locales se sometieran al zar. Finalmente fue criado en Rusia y enviado en su lugar el general Sukdjotin, que tampoco se entendió con el rey y no tuvo en consideración las condiciones locales. Los turcos lo atacaron cerca de Poti y fueron derrotados (1771) y después de eso Rusia retiró su ejército de Imericia (1772) y entonces los turcos ocuparon Kobulethia, que pertenecía a Guria, y la incorporaron al vilayato de Trebisonda. El rey envió una embajada a Rusia pidiendo el protectorado, pero no fue atendida. En 1774 un ejército turco invadió el país pero fueron aniquilados en el desfiladero de Txjerimela. Poco después el Tratado de Kuchuk-Kainardji estableció el final del dominio otomano. La zona fue reconocida dentro de la zona de influencia otomana pero el rey ya no tendría que pagar tributo.
Salomón murió en 1784. La corona se la disputaron David, hijo de Giorgi (primo de Salomón) y David, hijo de Artxil (sobrino de Salomón) que por parte de madre era nieto de Irakli de Kartli. La nobleza propuso hacer rey a Irakli, pero la reina Daredjan (esposa de Irakli) consiguió que la corona fuera dada a David, hijo de Artxil, que subió bajo el nombre de Salomón II. Este desde 1802 pidió a Rusia que restableciese el reino de Kartli y Kajetia y que a cambio aceptaría el protectorado ruso, pero no fue escuchado. Se rebeló el mthavari de Mingrelia Grigol Dadiani y Salomón tuvo que combatirlo. Grigol pidió el protectorado ruso. El gobernador ruso de Georgia Pavel Tsitsianov, exigió a Salomón que parara las operaciones y se sometiera al protectorado ruso, pero Salomón se negó. Tsitsianov invadió Imericia y Salomón se vio obligado a aceptar el protectorado el 25 de abril de 1804 (Tratado de Elaznur).

### Anexión rusa
En 1806 estalló la guerra entre Rusia y el Imperio otomano y el rey Salomón se alió con los otomanos. El zar, furioso, ordenó que se depusiera a Salomón y se anexionara Imericia lo antes posible. Pero mientras duraba la guerra, el gobernador Gudóvich no se arriesgó en operaciones militares en la zona; el siguiente gobernador Tormásov proclamó el gobierno ruso el 20 de febrero de 1810 y la abolición del reino al tiempo que miles de soldados entraban en el país y ocupaban Vartsije y Bagdathia. Salomón se retiró al valle de Khanis Tskali con 4000 hombres; un combate tuvo lugar en Tchkéri y otro en la frontera entre Imericia y Racha-Lechjumi; los rusos ocuparon Tola, Khvantchkara, Khotèvia, Minda, Tsikhé, Khidikari y Oni. Salomón se entregó y fue encarcelado en Tiflis pero el 10 de mayo de 1810 se escapó y llegó a Ajaltsije donde llamó a la rebelión general, que se produjo rápidamente. Los rebeldes asediaron a los rusos en sus fortalezas y el gobernador Simonovicht no podía salir de Kutaisi. El rey se reunió con los rebeldes que obtuvieron una victoria parcial en Sakar el mes de junio. Otro combate importante tuvo lugar en Vakhani con victoria de los sublevados sobre el general Orbèliani (julio). Simonovicht encargó al general Rozen de poner fin a la revuelta en 16 de julio. Combates de cierta importancia se produjeron el 8 y 10 de agosto. En septiembre Rozen ocupó Vartsikhé y Salomón se retiró a Khan Tskali, pero atacado por una fuerza rusa muy superior, tuvo que huir hacia Ajaltsije. En 1812 y 1813 la guerra entre Rusia y los otomanos y Persia terminó, y en 1815 Salomón murió en Trebisonda.

## Reyes y duques de Imericia

### Reyes de Georgia occidental
| Rango                                      | Retrato      | Nombre                      | Inicio de reinado | Fin de reinado | Notas |
| ------------------------------------------ | ------------ | --------------------------- | ----------------- | -------------- | --- |
| 1                                          | David VI     | David VI Narinn (1224-1293) | 1258              | 1293           | Primer rey de Georgia (1245-1258), se proclamó rey independiente en Kutaisi para escapar de la dominación mongol. Asoció a Vajtang II al trono (1289-1292).                                               |
| 2                                          | Constantin I | Constantino I († 1327)      | 1293              | 1327           | Sufrió una revuelta de su cadete Miguel y murió sin heredero. |
| 3                                          | Michel       | Miguel († 1329)             | 1327              | 1329           | |
| 4                                          |              | Bagrat I Mtsire († 1372)    | 1329              | 1330           | Sus dominios fueron invadidas por Jorge V de Georgia y fue hecho duque de Chorapan en compensación. |
| 1330-1387: anexión al reino de Georgia.    |              |                             |                   |                | |
| 5                                          |              | Alejandro I († 1389)        | 1387              | 1389           | Gobernador de Georgia occidental en nombre de Tiflis desde 1372. Se autoproclamó rey en Kutaisi, pero no fue reconocido por la nobleza.                                                                   |
| 6                                          |              | Jorge I († 1396)            | 1389              | 1396           | Su reinado estuvo marcado por el aumento del poder de los nobles y varios principados declararon su independencia vis-à-vis de Kutaisi. Murió en una batalla contra el dadiani de Mingrelia (en francés). |
| 7                                          |              | Constantino II († 1401)     | 1396              | 1401           | Debió enfrentar el poder de la nobleza separatista y murió en batalla contra Mingrelia como su padre. |
| 8                                          |              | Demetrio I († 1445)         | 1401              | 1443           | Recibió el reconocimiento de Alejandro I de Georgia en tanto que duque pero reinó de facto como rey. |
| 1443-1446: dominación del reino de Georgia |              |                             |                   |                | |
| 9                                          |              | Demetrio II                 | 1446              | 1452           | Pretendió toda la corona del reino de Georgia, pero no gobernó más que Kutaisi. |
| 1452-1465: interregno                      |              |                             |                   |                | |
| 10                                         |              | Bagrat VI († 1478)          | 1465              | 1478           | Pretendió el trono de Imericia desde 1454. Se convirtió en rey de la doble monarquía Kartli-Imericia en 1465 y reclamó el título de rey de Georgia (en francés).                                          |
| 1478-1484: interregno.                     |              |                             |                   |                | |
| 11                                         | Alejandro II | Alejandro II († 1510)       | 1484              | 1510           | Reconocido como rey de Imerecia por el Consejo Nacional de georgiano de 1490. |

### Reyes de Imericia
| Rango                                                                  | Retrato                 | Nombre                                       | Inicio de reinado     | Fin de reinado        | Notas |
| ---------------------------------------------------------------------- | ----------------------- | -------------------------------------------- | --------------------- | --------------------- | --- |
| 11                                                                     | Alejandro II            | Alejandro II († 1 de abril de 1510)          | 1484                  | 1 de abril de 1510    | Vio su poder debilitado una vez reconocida su independencia. Debió de luchar contra los principados de Guria y Mingrelia que declararonn su independencia en 1491. Empezó a luchar contra los otomanos a partir de 1509.                                                                           |
| 12                                                                     |                         | Bagrat III (23 de septiembre de 1495-1565)   | 1 de abril de 1510    | 1565                  | Intentó en vano someter la Samtskhe-Saatabago y se alió con la nobleza separatista de Imerecia. Vasallo del Imperio otomano desde 1555. |
| 13                                                                     | Jorge II                | Jorge II († 1585)                            | 1565                  | 1585                  | Bajo su reinado, la Imericia se derrumba bajo los golpes de los otomanos y las guerras civiles con los principados semiindependientes. Debió de someterse de nuevo a los otomanos en 1578 e incluso se vio obligado a atacar la cercana Kartli en nombre de Estambul.                              |
| 14                                                                     |                         | Constantino III († 1587)                     | 1585                  | 1586                  | Intentó sin éxito suceder a su padre. Sólo controló el norte del país y un año después renunció a sus pretensiones. |
| 15                                                                     |                         | León (1573-1590)                             | 1586                  | 1589                  | Después de parar la revuelta de Constantino III, debió de refugiarse en Letchkhoumie mientras que sus dominios fueron invadidos por Simón I de Karthli. recuperó su trono por los otomanos, pero sufrió una rebelión de los príncipes y fue capturado por el dadian de Mingrelia (ver en francés). |
| 16                                                                     |                         | Bagrat IV (1565-?)                           | 1589                  | 1590                  | Fue proclamado rey por el dadian de Mingrelia mais fue depuesto un año más tarde por Rostom. |
| 17                                                                     |                         | Rostom I (1571-1605)                         | 1590                  | 1605                  | |
| 18                                                                     |                         | Jorge III († 1639)                           | 1605                  | 1639                  | Trató de acercarse al Imperio ruso, pero siguió siendo un estado vasallo de los otomanos, mientras concluía un acuerdo con Kartli, vasallo a su vez de los Safávidas. Bajo su reinado, el principado de Mingrelia ganó poder y siguió haciendo frente a Kutaisi.                                   |
| 19                                                                     | Alejandro III           | Alejandro III (1609-4 de marzo de 1660)      | 1639                  | 4 de marzo de 1660    | Vasallo formal de los otomanos, pero se sometió fugazmente a los rusos en 1651. Ganador en la política interna, sometió a los rebeldes de Mingrelia y de Guria. |
| 20 (25) (27) (29)                                                      |                         | Bagrat V el Ciego (1647-1681)                | 4 de marzo de 1660    | septiembre de 1660    | Fue destronado por su madrastra después de seis meses de reinado. |
| 21                                                                     |                         | Vajtang I Tchoutchounachvili († 1668)        | septiembre de 1660    | 1661                  | Colocado en el trono por su amante, la reina madre Nestan Daredjan, después de la conspiración de palacio que destronó a su predecesor. Fue destronado a su vez después de una ofensiva del Liste des souverains de Mingrélie.                                                                     |
| 22                                                                     |                         | Vameq Dadiani († 1661)                       | 1661                  | 1661                  | .Primer dadiani de Mingrelia y antiguo aliado de Alejandro III. Es expulsado del poder por Vajtang V de Karthli, quien coloca a su propio hijo en el trono. |
| 23 (28) (33) (35)                                                      | Artchil                 | Artchil (1647-16 de abril de 1713)           | 1661                  | 1663                  | Primero vasallo de su padre, el rey de Karthli. Fue obligado a abdicar por los safávidas para no crear un conflicto con los otomanos. |
| 24                                                                     |                         | Demetrio III Gourieli († 1668)               | 1663                  | 1664                  | Aprovechó el caos creado después de la partida de su predecesor para ganar poder. Sin embargo, fue derrocado después de un año de reinado y regresó a sus dominios, en Gourie. |
| 25                                                                     |                         | Bagrat V el Ciego (2.º mandato)              | 1664                  | 1668                  | Regreso al poder después de cazar a los Gouriéli y reinar durante 4 años. Fue derrocado a su vez por una conspiración del pachalik de Akhaltsikhé y el Imperio otomano. |
| 26                                                                     |                         | Vajtang I Tchoutchounachvili († 1668)        | 1668                  | 1668                  | Se coloca en el trono gracias a Akhaltsikhé, pero fue asesinado tras una revuelta de palacio en Kutaisi que colocó a su predecesor en el trono. |
| 27                                                                     |                         | Bagrat V el Ciego (3.er mandato)             | 1668                  | 1678                  | Trata con dificultad de enderezar su reino, pero, aunque sus relaciones con los Karthli estaban mejorando, no pudo hacer nada con sus vasallos, especialmente los Gourie y los Mingrélie. Estos mismos nobles lo dejaron y volvieron a colocar en el trono a Artchil I                             |
| 28                                                                     |                         | Artchil Shah Navaz Khan (2.º mandato)        | 1678                  | 1679                  | Subido al trono con el acuerdo del pachá de Akhaltsikhé, pero Estambul no lo reconoció, lo que le obliga a abdicar nuevamente. |
| 29                                                                     |                         | Bagrat V el Ciego (4.º mandato)              | 1679                  | 1681                  | Regreso al poder por orden de los otomanos. |
| 30 (32) (34)                                                           |                         | Alejandro IV († 1695)                        | 1681                  | 1681                  | Sucede a su padre pero no puede retener su trono y es inmediatamente derrocado por el Príncipe de Gourie. |
| 31                                                                     |                         | Jorge IV Gourieli († 1684)                   | 1681                  | 1683                  | Su advenimiento sumerge a Imericia en una nueva guerra civil entre la nobleza hambrienta de poder. Dos años de reinado después, fue derrotado por su antecesor que recuperó el poder. |
| 32                                                                     |                         | Alejandro IV (2.º mandato)                   | 1683                  | 1689                  | Vuelve al trono tras derrotar al usurpador Gourieli pero no logra consolidarse como rey y es nuevamente destronado. |
| 33                                                                     |                         | Artchil Shah Navaz Khan (3.er mandato)       | 1689                  | 1691                  | Restaurado en el trono con la ayuda del reino de Karthli y parte de la nobleza reaccionaria. No puede ponerse de acuerdo con los otomanos y es destronado nuevamente dos años después. |
| 34                                                                     |                         | Alejandro IV (3.er mandato)                  | 1691                  | 1695                  | Una vez de nuevo en el poder, hizo de su vasallaje con los otomanos su principal prioridad y por ello, parte de la nobleza pro-persa lo destronó y lo hizo ejecutar en Karthli. |
| 35                                                                     |                         | Artchil Shah Navaz Khan (4.º mandato)        | 1695                  | 1696                  | Vuelve al poder aparentemente sin oposición externa pero es destronado al año siguiente por el príncipe Jorge Abachidze. |
| 36                                                                     |                         | Jorge V Gotcha                               | 1696                  | 1698                  | Instrumento del príncipe Jorge Abachidze, su reinado no duró mucho y fue a su vez derrocado por su antecesor. |
| 37                                                                     |                         | Artchil Shah Navaz Khan (5.º mandato)        | 1698                  | 1698                  | Tras derrocar al príncipe Gotcha, sigue intentando recuperar el poder, pero otra revuelta palaciega organizada por el príncipe Abachidze hace que devuelva el trono definitivamente. |
| 38                                                                     |                         | Simon I († 1701)                             | 1698                  | 1701                  | Colocado en el poder por decisión conjunta de su suegro, Jorge Abachidze, y las autoridades otomanas. Es derrocado del poder y asesinado por su propio padrastro. |
| 39                                                                     |                         | Jorge VI Abachidze († 15 de octubre de 1722) | 1701                  | 1707                  | Apodado el "Hacedor de reyes", colocó monarcas por primera vez a partir de 1696, antes de asumir la realeza a su vez. Debe compartir la realeza al mismo tiempo que ciertos príncipes, antes de ser a su vez depuesto por el príncipe Jorge Bagration.                                             |
| 40 (42) (44)                                                           |                         | Mamia I Gourieli († 5 de enero de 1714)      | 1701                  | 1702                  | El Príncipe de Gouria es el primero de los príncipes en compartir el trono con Jorge Abachidze. Sirve solo como marioneta y es derribado un año después. |
| 41 (43) (45)                                                           | Jorge VII et sa famille | Jorge VII (1670 - 27 de febrero de 1720)     | 1702                  | Octubre de 1711       | Trató de imponerse contra el usurpador Jorge Abachidze desde 1702 y, gracias a la ayuda de los nobles, triunfó en 1707. Sin embargo, fue depuesto por una revuelta del príncipe de Gourie.T |
| 42                                                                     |                         | Mamia I Gourieli (2.º mandato)               | Octubre de 1711       | Junio de 1712         | Reperdió el poder después de ser derrotado por Jorge VII en Chkhara. |
| 43                                                                     |                         | Jorge VII (2.º mandato)                      | Junio de 1712         | noviembre de 1713     | Apenas logró apaciguar al país y fue depuesto por su rival, el príncipe Mamia de Gourie. |
| 44                                                                     |                         | Mamia I Gourieli (3.er mandato)              | noviembre 1713        | 5 de enero de 1714    | Recupera el poder temporalmente y reina desde Gourie, pero muere después de dos meses de reinado. |
| 45                                                                     |                         | Jorge VII (3.er mandato)                     | 5 de enero de 1714    | 1716                  | Recomienza a reinar una vez que la crisis de sucesión hubo terminado pero debió refugiarse en el Imperio otomano después de dos años de reinado. |
| 1716-1719: Regenceiade Levan Abachidze.                                |                         |                                              |                       |                       | |
| 45                                                                     |                         | Jorge VII (recupera 3.er mandato)            | 1719                  | 27 de febrero de 1720 | Regresó a Kutaisi gracias a la Sublime Puerta pero fue asesinado por un complot noble. |
| 46                                                                     |                         | Jorge VIII Gourieli († 1726)                 | 27 de febrero de 1720 | junio de 1720         | Hijo del antiguo rey Mamia I, trató de imponerse tras el asesinato de Jorge VII. Reinó por un tiempo en Kutaisi, antes de ser derrocado. |
| 47 (49)                                                                |                         | Alejandro V (1703/04 - marzo de 1751)        | junio de 1720         | Marzo de 1751         | Puso fin a la larga crisis de sucesión al trono al llegar al poder. Tuvo éxito en mantener buenas relaciones tanto con los otomanos como con los Karthli e intenta mantener relaciones con Rusia.                                                                                                  |
| 48                                                                     |                         | Jorge IX (1712-?)                            | 1741                  | 1741                  | Es colocado provisionalmente por los otomanos para reemplazar al soberano "rebelde" Alejandro V. |
| 49                                                                     |                         | Alejandro V (2.º mandato)                    | 1741                  | Marzo de 1751         | Pierde todo el control de las costas del mar Negro, tomadas por los otomanos, y apenas logra salvar a su país de las incursiones extranjeras. |
| 50 (52)                                                                | Salomón I               | Salomón I (1735 - 23 de abril de 1784)       | Marzo de 1751         | 1765                  | Llega al poder con fuertes sentimientos anti-otomanos, lo que le valió varias desgracias. A pesar de todo, logró aliarse con ciertos representantes de la nobleza rebelde. Fue destronado por una poderosa coalición otomana.                                                                      |
| 51                                                                     |                         | Teimouraz († 1772)                           | 1765                  | 1768                  | Reina bajo el protectorado otomano pero es derrocado por Salomón I con la ayuda de Rusia. |
| 52                                                                     |                         | Salomón I (2.º mandato)                      | 1768                  | 23 de abril de 1784   | Participa activamente en la guerra ruso-turca de 1768-1774 e intenta ponerse bajo el protectorado ruso. La paz entre Rusia y los otomanos le impidió hacerlo, pero continuó ejerciendo una política prorrusa hasta el final de su reinado.                                                         |
| 23 de abril de 1784 - 14 de mayo de 1784: Regencia de David Bagration. |                         |                                              |                       |                       | |
| 53                                                                     |                         | David II (1756-1795)                         | 14 de mayo de 1784    | 10 de junio de 1789   | Primero regente, luego usurpó el trono contra el heredero legítimo pero reinó solo cinco años y el Reino de Kartli-Kajetia intervinópara derrocarlo. |
| 54                                                                     |                         | Salomon II (1772 - 7 de febrero de 1815)     | 10 de junio de 1789   | septiembre de 1810    | Reinó con el apoyo del reino de Kartli-Kajetia pero debió aceptar la soberanía de Rusia en 1803. Combatiço el resto de su reinado contra las autoridades rusas, antes de ser derrotado y refugiarse en Trebisonda. Nunca abdicó y permaneció hasta su muerte pretendiendo el trono.                |

## Pretendientes al trono
- 1810-1815: Salomón II.

### Línea de Salomón I
- 1815-1831: Vajtang (II),  hijo de Salomón I ;
- 1831-1853: Juan (I), petit-neveu de Salomon I. Era el hijo del príncipe David, hijo del príncipe Bagrat, hijo de Alejandro V ;
- 1853-1888: Alejandro (VI), su hijo.
- 1888-1937: David (III), su hijo.
- 1937-2009: Nino, su hija.
- 2009- hoy: Jorge (X) Djaparidzé, su hijo.

### Línea de David II
- 1815-1844: Constantino (I) Davidovitch Imeretinski, hijo de David II ;
- 1844-1885: Constantino (II) Constantinovitch Imeretinski, hijo del precedente;
- 1885-1888: Miguel (I) Constantinovitch Imeretinski, hijo del precedente;
- 1888-1932: Jorge (X) Mikhaïlovitch Imeretinski, hijo del precedente,  único pretendiente después de la muerte de Alejandro (VI) ;
- 1932-1972: Jorge (XI) Giorgievitch Imeretinski, hijo del precedente;
- 1972-1978: Constantino (III) Giorgievitch Imeretinski, hermano del precedente;
- 1978-hoy: Thamar, nièce del precedente.